# Herbert König (Jurist)
Herbert König (* 12. Dezember 1912 in Constanța; † 26. April 1992 in Göppingen) war ein deutscher Kommunalpolitiker.

## Leben
Sein Vater war der Missionar Hermann König. Nach der Reifeprüfung 1931 an der Oberrealschule Bad Cannstatt studierte er von 1931 bis 1936 Rechtswissenschaften an der Universität Tübingen (juristische Staatsprüfungen am Oberlandesgericht Stuttgart). Nach der Promotion 1939 an der Rechtswissenschaftlichen Fakultät in Tübingen arbeitete er ab 1948 beim Landratsamt Nürtingen als Regierungsrat und Stellvertreter des Landrats. Am 28. Februar 1954 wurde er zum Oberbürgermeister der Stadt Göppingen gewählt.

## Schriften (Auswahl)
- Die Bauberechtigung als persönliche Berechtigung im öffentlichen Recht. Ein Beitrag zur Beseitigung der Lehre vom subjektiven öffentlichen Recht. 1939, OCLC 247022156.